# Aftenposten-Goldmedaille

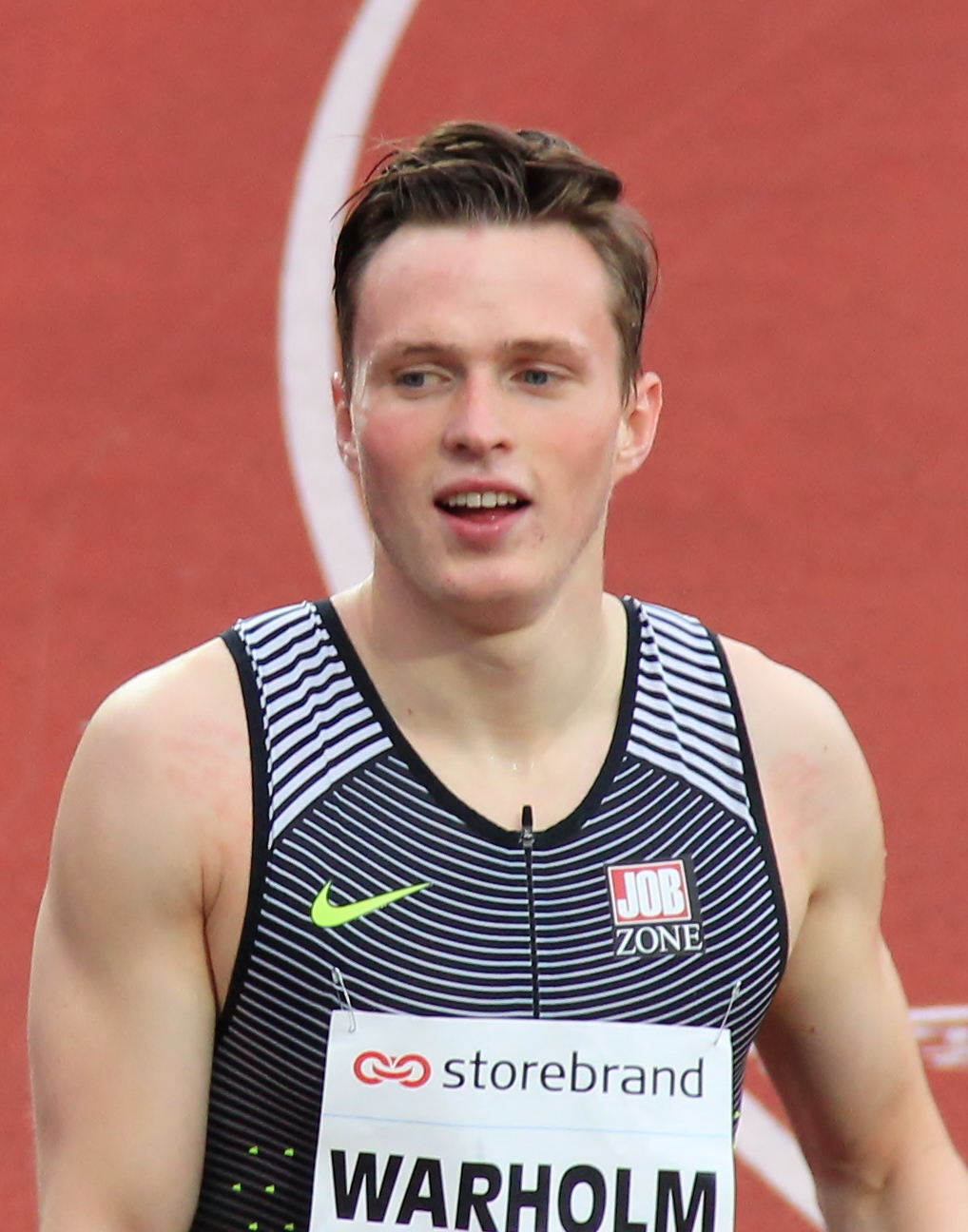
2017 geehrt: Leichtathlet Karsten Warholm

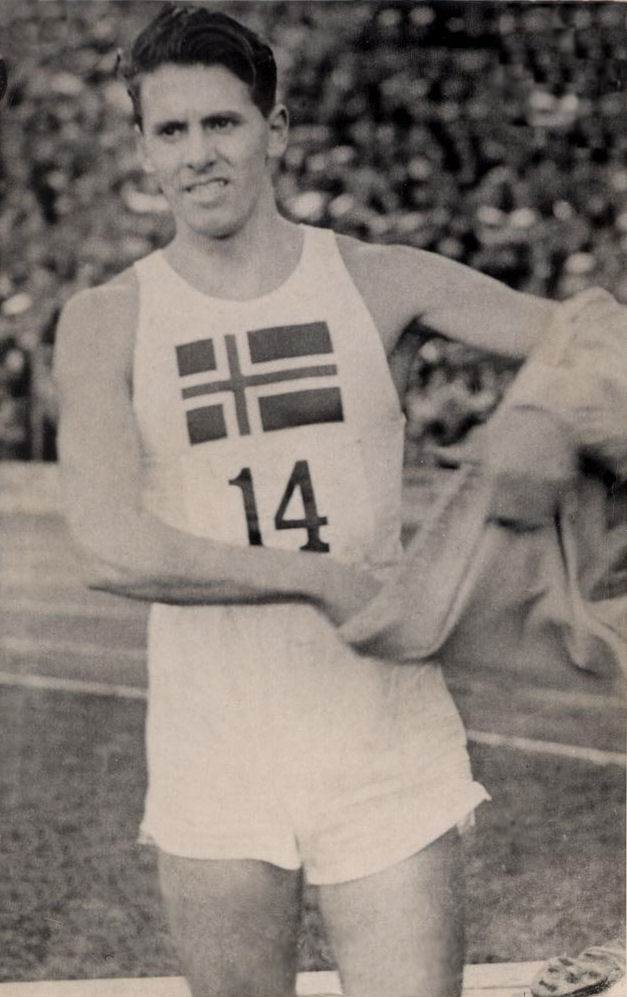
Sieger des Jahres 1935: Hjalmar Johannesen

Die Aftenposten-Goldmedaille (norwegisch Aftenpostens Gullmedalje) ist eine Auszeichnung, die jährlich von der norwegischen Zeitung Aftenposten verliehen wird. Geehrt wird Norwegens bester Sportler des ablaufenden Kalenderjahres, wobei Männer und Frauen gegeneinander antreten. Als Juroren fungierte in der Vergangenheit eine dreiköpfige, jährlich wechselnde Jury bestehend aus Sportjournalisten, -kommentatoren (gewöhnlich einem Aftenposten-Mitarbeiter), -historikern oder auch ehemaligen Sportlern. Das Ergebnis wird in der Regel Ende Dezember bekanntgegeben.
Der Preis wurde 1933 von der Osloer Sportzeitschrift Idrettsbladet initiiert. Ein Jahr später übernahm die Zeitung Morgenbladet die Organisation. Die Sportauszeichnung firmierte von da an unter dem Namen Morgenbladets gullmedalje (dt.: Morgenbladet-Goldmedaille), von 1993 bis 1996 als Stiftelsen Morgenbladets gullmedalje (dt.: Stiftung-Morgenbladet-Goldmedaille). Seit 1997 führt Aftenposten die Preisvergabe durch. Wie die bekannte Holmenkollen-Medaille kann gemäß Satzung ein jeder Athlet oder Athletin die Aftenposten-Medaille nur einmal erhalten. Mannschaften oder Trainer sind von der Preisvergabe ausgeschlossen. Die Gewinner werden mit einer Goldmedaille und einer gerahmten Karikatur von sich mit der Medaille geehrt.

## Preisträger
In 50 von 81 Fällen wurden Athleten aus Sommersportarten geehrt. 17 Mal waren Frauen erfolgreich, darunter 2012 mit Sarah Louise Rung erstmals eine Behindertensportlerin. Am häufigsten vertretene Sportart unter den Gewinnern ist die Leichtathletik (17 Siege), gefolgt vom Skilanglauf (13) und Eisschnelllauf (9) sowie Ski Alpin (8).
Aufgrund des Zweiten Weltkriegs fand zwischen 1940 und 1945 keine Preisverleihung statt.
| Jahr       | Preisträger                  | Sportart              | Erfolg(e) |
| ---------- | ---------------------------- | --------------------- | --- |
| 1933       | Sigurd Vestad                | Skilanglauf           | Gewinner am Holmenkollen (50-Kilometer-Lauf) |
| 1934       | Johannes Bognerud            | Leichtathletik        | Gewinner des 5000-Meter-Laufs im Länderkampf gegen Schweden, Norwegischer Rekord |
| 1935       | Hjalmar Johannesen           | Leichtathletik        | Gewinner des 400- und 800-Meter-Laufs im Länderkampf gegen Schweden |
| 1936       | Willy Røgeberg               | Sportschießen         | Goldmedaillengewinner bei den Olympischen Sommerspielen in Berlin (Sieg im Kleinkalibergewehr-Wettbewerb mit der Höchstpunktzahl von 300 Ringen – erster Schütze, der diese Höchstpunktzahl bei internationalen Meisterschaften erzielte) |
| 1937       | Michael Staksrud             | Eisschnelllauf        | Goldmedaillengewinner bei der Mehrkampfweltmeisterschaft in Oslo und Mehrkampfeuropameisterschaft in Davos, Weltrekord im 1500-Meter-Lauf (2:14,9 min) |
| 1938       | Hans Engnestangen            | Eisschnelllauf        | Weltrekord im 500-Meter-Lauf (41,8 s) |
| 1939       | Lars Bergendahl              | Skilanglauf           | Goldmedaillengewinner bei den Nordischen Skiweltmeisterschaften in Zakopane (50-Kilometer-Lauf) |
| 1940– 1945 | Preis nicht vergeben         |                       | |
| 1946       | Godtfred Holmvang            | Leichtathletik        | Einziger norwegischer Goldmedaillengewinner bei den Leichtathletik-Europameisterschaften in Oslo (Zehnkampf) |
| 1947       | Hans Aasnæs                  | Sportschießen         | Goldmedaillengewinner bei den Weltmeisterschaften (Laufender Hirsch Doppelschuss) |
| 1947       | Leif Hveem                   | Motorsport            | Nordischer Motorradmeister auf der Langbahn mit neuem Bahnrekord in Solvalla |
| 1948       | Thor Thorvaldsen             | Segeln                | Goldmedaillengewinner bei den Olympischen Sommerspielen in London (Drachen) |
| 1949       | Hjalmar Andersen             | Eisschnelllauf        | Weltrekord im 10.000-Meter-Lauf (16:57,4 min) |
| 1950       | Martin Stokken               | Leichtathletik        | Norwegischer Rekord im 10.000-Meter-Lauf (29:59,6 min – erster Norweger unter der 30-Minuten-Grenze) |
| 1951       | Stein Eriksen                | Ski Alpin             | Goldmedaillengewinner bei den Norwegischen Meisterschaften (Slalom und Riesenslalom) |
| 1952       | Hallgeir Brenden             | Skilanglauf           | zweimaliger Medaillengewinner bei den Olympischen Winterspielen in Oslo (Gold im 18-Kilometer-Lauf, Silber mit der Staffel) |
| 1953       | Audun Boysen                 | Leichtathletik        | Weltrekord im 1000-Meter-Lauf (2:20,4 min) |
| 1954       | Bjarne Lingås                | Boxen                 | Teilnahme am US-amerikanischen Golden-Gloves-Turnier |
| 1955       | Lars L. Ese d.y.             | Sportschießen         | Vierter Sieg beim Skytterkonge-Landeswettbewerb |
| 1955       | Erling Kongshaug             | Sportschießen         | Goldmedaillengewinner bei den Europameisterschaften (Kleinkaliberschießen, Liegendkampf 60 Schuss) |
| 1956       | Egil Danielsen               | Leichtathletik        | Goldmedaillengewinner bei den Olympischen Sommerspielen in Melbourne (Speerwurf) |
| 1957       | Knut Johannesen              | Eisschnelllauf        | Goldmedaillengewinner bei der Mehrkampfweltmeisterschaft in Östersund |
| 1957       | Magne Lystad                 | Orientierungslauf     | Goldmedaillengewinner bei den Norwegischen Meisterschaften |
| 1958       | Inger Bjørnbakken            | Ski Alpin             | Goldmedaillengewinnerin bei den Alpinen Skiweltmeisterschaften in Bad Gastein (Slalom), dreimalige Goldmedaillengewinnerin bei den Norwegischen Meisterschaften (Abfahrt, Riesenslalom, Alpine Kombination) |
| 1959       | Sverre Stensheim             | Skilanglauf           | Gewinner des 50-Kilometer-Laufs am Holmenkollen |
| 1960       | Håkon Brusveen               | Skilanglauf           | Goldmedaillengewinner bei den Olympischen Winterspielen in Squaw Valley (15-Kilometer-Lauf) |
| 1961       | Åge Storhaug                 | Turnen                | Silbermedaillengewinner bei den Turn-Europameisterschaften in Sofia (Geräteturnen – Sprung), Gewinner der Nordischen Meisterschaft |
| 1962       | Toralf Engan                 | Skispringen           | Goldmedaillengewinner bei den Nordischen Skiweltmeisterschaften in Zakopane (Normalschanze), Gewinner der Schwedischen Skispiele in Falun, am Holmenkollen und der norwegischen Sprunglaufmeisterschaft |
| 1963       | Reidar Hjermstad             | Skilanglauf           | Gewinner der Wettbewerbe in Lahti (15- und 50-Kilometer-Lauf) |
| 1964       | Terje Pedersen               | Leichtathletik        | zweimaliger Weltrekordler im Speerwurf (87,12 m und 91,72 m) |
| 1965       | Olav Jordet                  | Biathlon              | Goldmedaillengewinner bei den Weltmeisterschaften in Elverum (20-Kilometer-Lauf) |
| 1966       | Gjermund Eggen               | Skilanglauf           | dreimaliger Goldmedaillengewinner bei den Nordischen Skiweltmeisterschaften in Oslo (15- und 50-Kilometer-Lauf, Staffel) |
| 1967       | Berit Berthelsen             | Leichtathletik        | Goldmedaillengewinnerin bei den Halleneuropameisterschaften in Prag (Weitsprung) |
| 1968       | Magnar Solberg               | Biathlon              | zweimaliger Medaillengewinner bei den Olympischen Winterspielen in Grenoble (Gold im 20-Kilometer-Lauf, Silber mit der Staffel) |
| 1969       | Dag Fornæss                  | Eisschnelllauf        | Goldmedaillengewinner bei der Mehrkampfweltmeisterschaft in Deventer und Mehrkampfeuropameisterschaft in Inzell, Weltrekord im 3000-Meter-Lauf (4:17,4 min) |
| 1970       | Stig Berge                   | Orientierungslauf     | zweimaliger Goldmedaillengewinner bei den Weltmeisterschaften in Eisenach (Lange Distanz, Staffel) |
| 1971       | Leif Jensen                  | Gewichtheben          | Silbermedaillengewinner bei den Weltmeisterschaften in Peru in der 75-kg-Klasse, Nordischer Rekord mit 467,5 kg (150 k, 142,5 kg, 175 kg) |
| 1972       | Knut Knudsen                 | Bahnradsport          | Goldmedaillengewinner bei den Olympischen Sommerspielen in München (Einerverfolgung), fünfter Platz im Mannschaftszeitfahren |
| 1973       | Oddvar Brå                   | Skilanglauf           | Gewinner des 50-Kilometer-Laufs bei den Schwedischen Skispielen |
| 1974       | Sten Stensen                 | Eisschnelllauf        | Goldmedaillengewinner bei der Mehrkampfweltmeisterschaft in Inzell |
| 1975       | Alf John Hansen Frank Hansen | Rudern                | Goldmedaillengewinner bei den Weltmeisterschaften in Nottingham (Doppelzweier) |
| 1976       | Ivar Formo                   | Skilanglauf           | zweimaliger Medaillengewinner bei den Olympischen Winterspielen in Innsbruck (Gold im 50-Kilometer-Lauf, Silber mit der 4 × 10-km-Staffel) |
| 1977       | Grete Waitz                  | Leichtathletik        | Gewinnerin des Weltcups in Düsseldorf (3000-Meter-Lauf) |
| 1978       | Lene Jenssen                 | Schwimmen             | Silbermedaillengewinnerin bei den Schwimmweltmeisterschaften in Berlin (100-Meter-Freistil) – erste norwegische Medaillengewinnerin bei einer Schwimm-WM |
| 1979       | Einar Rasmussen Olaf Søyland | Kajak                 | Goldmedaillengewinner bei den Weltmeisterschaften in Duisburg (Zweier-Kajak) |
| 1980       | Bjørg Eva Jensen             | Eisschnelllauf        | Goldmedaillengewinnerin bei den Olympischen Winterspielen in Lake Placid (3000-Meter-Lauf), Bronzemedaillengewinnerin bei der Mehrkampfweltmeisterschaft in Hamar |
| 1981       | Øyvin Thon                   | Orientierungslauf     | zweimaliger Goldmedaillengewinner bei den Weltmeisterschaften in Thun (Einzel und Staffel), Norwegischer Meister im Orientierungslauf und Nacht-Orientierungslauf |
| 1982       | Berit Aunli                  | Skilanglauf           | viermalige Medaillengewinnerin bei den Nordischen Skiweltmeisterschaften in Oslo (Gold im 5-, 10-Kilometer-Lauf und mit der 4 × 5-km-Staffel, Silber über 20 km klassisch) |
| 1983       | Eirik Kvalfoss               | Biathlon              | zweimaliger Medaillengewinner bei den Weltmeisterschaften in Antholz (Gold im Sprint, Bronze in der Staffel), Platz zwei im Gesamtweltcup |
| 1984       | Tom Sandberg                 | Nordische Kombination | Goldmedaillengewinner bei den Olympischen Winterspielen in Sarajewo, Sieg im Gesamtweltcup |
| 1985       | Jon Rønningen                | Ringen                | Goldmedaillengewinner bei den Weltmeisterschaften in Kolbotn (griechisch-römischer Stil, Klasse bis 52 kg) |
| 1986       | Ingrid Kristiansen           | Leichtathletik        | Goldmedaillengewinnerin bei den Leichtathletik-Europameisterschaften in Stuttgart (Marathonlauf), Weltrekord im 5000- (14:37,33 min) und 10.000-Meter-Lauf (30:13,74 min), Siegerin des Boston-, Chicago-Marathons und beim Course de l’Escalade |
| 1987       | Torbjørn Løkken              | Nordische Kombination | zweimaliger Medaillengewinner bei den Nordischen Skiweltmeisterschaften in Oberstdorf (Gold im Einzel, Silber im Teamwettbewerb), Sieg im Gesamtweltcup |
| 1987       | Tone Nyhagen Knut Sæborg     | Tanz                  | Goldmedaillengewinner bei der Tanzweltmeisterschaft in Oslo (Latein) |
| 1988       | Tor Heiestad                 | Schießsport           | Goldmedaillengewinner bei den Olympischen Sommerspielen in Seoul (Kleinkaliber, Laufende Scheibe 50 m) |
| 1989       | Ole Kristian Furuseth        | Ski Alpin             | Gewinner des Riesenslalomweltcups, Dritter im Slalomweltcup, Vierter im Gesamtweltcup (zwei Slalomsiege, ein Riesenslalomsieg), Plätze sechs (Slalom) und acht (Riesenslalom) bei den Alpinen Skiweltmeisterschaften in Vail |
| 1989       | Rolf Thorsen Lars Bjønness   | Rudern                | Goldmedaillengewinner bei den Weltmeisterschaften in Bled (Doppelzweier) |
| 1990       | Johann Olav Koss             | Eisschnelllauf        | Goldmedaillengewinner bei der Mehrkampfweltmeisterschaft in Innsbruck, Weltrekord im 3000-Meter-Lauf (3:57,52 min), Sieg im 1500-Meter-Weltcup |
| 1991       | Irene Dalby                  | Schwimmen             | zweimalige Goldmedaillengewinnerin bei den Europameisterschaften in Athen (400- und 800-Meter-Freistil) |
| 1992       | Finn Christian Jagge         | Ski Alpin             | Goldmedaillengewinner bei den Olympischen Winterspielen in Albertville (Slalom), Platz drei im Slalom-Weltcup |
| 1992       | Linda Andersen               | Segeln                | Goldmedaillengewinnerin bei den Olympischen Sommerspielen in Barcelona (Einhandjollen – Europe) |
| 1993       | Espen Bredesen               | Skispringen           | zweimaliger Goldmedaillengewinner bei den Nordischen Skiweltmeisterschaften in Falun (Großschanze und Teamwettbewerb), Sieger von drei Weltcupspringen (jeweils Großschanze) |
| 1993       | Knut Holmann                 | Kanurennsport         | zweimaliger Medaillengewinner bei den Weltmeisterschaften in Kopenhagen (Gold über 1000 m, Silber über 10.000 m) |
| 1994       | Geir Moen                    | Leichtathletik        | Zweimaliger Medaillengewinner bei den Europameisterschaften in Helsinki (Gold im 200-, Silber im 100-Meter-Lauf) |
| 1994       | Monica Valvik-Valen          | Radsport              | Goldmedaillengewinnerin bei den Straßen-Weltmeisterschaften in Agrigento (Straßenrennen) |
| 1995       | Tommy Ingebrigtsen           | Skispringen           | zweimaliger Goldmedaillengewinner bei den Nordischen Skiweltmeisterschaften in Thunder Bay (Großschanze und Teamwettbewerb), Goldmedaillengewinner bei den Juniorenweltmeisterschaften in Gällivare (Einzel) |
| 1996       | Vebjørn Rodal                | Leichtathletik        | Goldmedaillengewinner bei den Olympischen Sommerspielen in Atlanta (800-Meter-Lauf, olympischer Rekord: 1:42,58 min) |
| 1997       | Bjørn Dæhlie                 | Skilanglauf           | fünfmaliger Medaillengewinner bei den Nordischen Skiweltmeisterschaften in Trondheim (Gold über 10 km klassisch, in der Verfolgung und Staffel, Silber über 30 km Freistil, Bronze über 50 km klassisch – mit insgesamt neun Siegen erfolgreichster Teilnehmer in der WM-Geschichte), fünfter Gewinn des Gesamtweltcups (mit seinem 31. Weltcup-Sieg Einstellung des Rekords von Gunde Svan) |
| 1997       | Hanne Haugland               | Leichtathletik        | Goldmedaillengewinnerin bei den Leichtathletik-Weltmeisterschaften in Athen (Hochsprung), Bronzemedaillengewinnerin bei den Leichtathletik-Hallenweltmeisterschaften in Paris, Norwegischer Rekord von 2,01 m beim Meeting Weltklasse Zürich |
| 1998       | Ole Einar Bjørndalen         | Biathlon              | zweimaliger Medaillengewinner bei den Olympischen Winterspielen in Nagano (Gold im Sprint, Silber in der Staffel), zweimaliger Medaillengewinner bei den Weltmeisterschaften (Gold in der Staffel, Silber in der Verfolgung), Sieger im Gesamt- und Sprintweltcup |
| 1999       | Lasse Kjus                   | Ski Alpin             | fünfmaliger Medaillengewinner bei den Alpinen Skiweltmeisterschaften in Vail (Gold im Super-G und Riesenslalom, Silber in der Abfahrt, Slalom und Kombination), Sieger im Gesamtweltcup, Abfahrtsweltcup und Kombinationsweltcup |
| 2000       | Trine Hattestad              | Leichtathletik        | Goldmedaillengewinnerin bei den Olympischen Sommerspielen in Sydney (Speerwurf), Weltrekord (69,48 m), insgesamt zwölf Siege in 15 Wettkämpfen |
| 2001       | Olaf Tufte                   | Rudern                | Goldmedaillengewinner bei den Weltmeisterschaften in Luzern (Einer) |
| 2002       | Eirik Verås Larsen           | Kanurennsport         | Goldmedaillengewinner bei den Weltmeisterschaften in Sevilla (Einer-Kajak 1000 m) |
| 2003       | Petter Solberg               | Motorsport            | Gewinner der Rallye-Weltmeisterschaft |
| 2004       | Gunn-Rita Dahle              | Mountainbike          | Goldmedaillengewinnerin bei den Olympischen Sommerspielen in Athen (Cross Country), Weltmeisterin in den Disziplinen Cross Country und Mountainbike-Marathon |
| 2005       | Marit Bjørgen                | Skilanglauf           | fünfmalige Medaillengewinnerin bei den Nordischen Skiweltmeisterschaften in Oberstdorf (Gold über 30 km klassisch, im Team-Sprint und in der 4 × 5-km-Staffel, Silber im 15-km-Verfolgungsrennen, Bronze über 10 km Freistil, Sieg im Gesamt-, Sprint- und Distanzweltcup) |
| 2006       | Kjetil André Aamodt          | Ski Alpin             | Goldmedaillengewinner bei den Olympischen Winterspielen in Turin (Super G), Vierter in der Abfahrt |
| 2007       | Aksel Lund Svindal           | Ski Alpin             | zweimaliger Goldmedaillengewinner bei den Alpinen Skiweltmeisterschaften in Åre (Abfahrt, Riesenslalom), Sieger im Gesamtweltcup, Riesenslalomweltcup und Kombinationsweltcup |
| 2008       | Andreas Thorkildsen          | Leichtathletik        | Goldmedaillengewinner bei den Olympischen Sommerspielen in Peking (Speerwurf), „Europas Leichtathlet des Jahres“ in der vom europäischen Verband EAA durchgeführten Abstimmung |
| 2009       | Petter Northug               | Skilanglauf           | dreifacher Goldmedaillengewinner bei den Nordischen Skiweltmeisterschaften in Liberec (30 km Verfolgung, 50 km Massenstart, 4 × 10 km Staffel), Platz zwei bei der Tour de Ski |
| 2010       | Thor Hushovd                 | Radrennen             | Goldmedaillengewinner bei den UCI-Straßen-Weltmeisterschaften in Melbourne (Straßenrennen), Etappensiege bei Tour de France und Vuelta a España, Norwegischer Meister (Straßenrennen) |
| 2011       | Alexander Dale Oen           | Schwimmen             | Goldmedaillengewinner bei den Schwimmweltmeisterschaften in Shanghai (100 Meter Brust) – erster norwegischer Titelträger bei einer Schwimm-WM, zweimaliger Medaillengewinner bei den Kurzbahneuropameisterschaften in Stettin (Gold über 100 Meter Brust, Bronze über 50 Meter Brust) |
| 2012       | Sarah Louise Rung            | Schwimmen             | viermalige Medaillengewinnerin bei den Sommer-Paralympics in London (Gold über 200 Meter Freistil und 50-Meter-Schmetterling, Silber über 100 Meter Brust und 200 Meter Lagen) |
| 2013       | Magnus Carlsen               | Schach                | Gewinner der Schach-Weltmeisterschaft in Chennai |
| 2014       | Kjetil Jansrud               | Ski Alpin             | zweimaliger Medaillengewinner bei den Olympischen Winterspielen in Sotschi (Gold im Super-G und Bronze in der Abfahrt), vier Weltcup-Siege bis dahin in der Saison 2014/15 |
| 2015       | Mats Zuccarello              | Eishockey             | gelang nach einer schweren Kopfverletzung im Frühjahr 2015, die Rückkehr zu seinem Klub New York Rangers in der National Hockey League |
| 2016       | Ada Hegerberg                | Fußball               | gelang mit Olympique Lyon in der Saison 2015/16 der Sieg des Triples im Frauenfußball (Nationale Meisterschaft, Pokalsieg und UEFA Women’s Champions League), schoss 54 Tore und gewann die Wahl zu Europas Fußballerin des Jahres |
| 2017       | Karsten Warholm              | Leichtathletik        | Goldmedaillengewinner bei den Leichtathletik-Weltmeisterschaften in London (400 Meter Hürden) mit Landesrekord |
| 2018       | Håvard Holmefjord Lorentzen  | Eisschnelllauf        | Goldmedaillengewinner bei den Olympischen Winterspielen in Pyeongchang (500 m), Silbermedaillengewinner (1000 m), Weltmeister bei den Sprintweltmeisterschaften |
| 2019       | Therese Johaug               | Skilanglauf           | dreifache Goldmedaillengewinnerin bei den Nordischen Skiweltmeisterschaften in Seefeld |
| 2020       | Erling Haaland               | Fußball               | Torschützenkönig und internationaler Durchbruch |
| 2021       | Jakob Ingebrigtsen           | Leichtathletik        | Olympisches Gold mit Olympischem Rekord über 1500 Meter |
| 2022       | Casper Ruud                  | Tennis                | Finale bei den French Open und US Open sowie die „reine Leistung“ bei den French Open |
| 2023       | Viktor Hovland               | Golf                  | Sieger des FedEx Cup 2023 |
| 2024       | Markus Rooth                 | Zehnkampf             | Goldmedaillengewinner bei den Olympischen Spielen 2024 |